# Rochefort-Samson
Rochefort-Samson é uma comuna francesa na região administrativa de Auvérnia-Ródano-Alpes, no departamento de Drôme. Estende-se por uma área de 24,59 km². Em 2010 a comuna tinha 1 032 habitantes (densidade: 42 hab./km²).